# Exocentrus vicinalis
Exocentrus vicinalis là một loài bọ cánh cứng trong họ Cerambycidae.